# Temple Thê
Le temple Thê (ou temple des Générations) en vietnamien: Thế Tổ Miếu est un temple destiné au culte des ancêtres de la dynastie Nguyễn construit à la Cité impériale de Hué (ancienne ville impériale) au centre du Viêt Nam.
Comme tout le reste de la citadelle de Hué, il fait partie de l'ensemble de monuments de Hué, inscrit au patrimoine mondial de l'Unesco en 1993. La cour devant laquelle il se trouve mesure deux hectares.
Ce site contient également les neuf urnes dynastiques fondues sous le règne de Minh Mang.

## Le temple du culte des rois Nguyễn
Une fois franchie la Porte du Midi, il se trouve dans l'angle sud-ouest du quadrilatère de la Cité impériale ; il est orienté nord-sud. Il a presque entièrement été reconstruit après les destructions dues aux bombardements américains de l'offensive du Têt en 1968.

### Historique
Il a été édifié par l'empereur Minh Mang en 1822-1823 pour honorer la mémoire de ses ancêtres de la dynastie Nguyễn.

### Description
Le temple se compose d’un bâtiment principal à 9 salles et d’un bâtiment antérieur à11 salles. À l'est et à l'ouest, il y a 2 appentis. Le temple est construit d'après le style de double architecture et couvert de tuiles hoang luu ly.
Sur le toit, il y avait une gourde d'alcool en émail de Phap Lam.
À l’intérieur du temple se trouvaient 7 autels laqués de rouge et dorés. L'autel du milieu était voué au culte du roi Gia Long et de ses femmes (les reines Thua Thiên et Thuân Thiên).
Sur le côté gauche se trouvait successivement les autels voués aux cultes des époux Minh Mang, Tự Đứcet Đồng Khánh.
À droite ceux voués aux cultes des époux Thiệu Trị, Kiến Phúc et au culte du roi Khải Định.
Le 25 janvier 1959, à la demande de la famille royale et de l’ensemble de la population, les autorités ont organisé une cérémonie où l’on a rajouté les tablettes mortuaires de trois autres rois s’étant révolté contre les Français, soit Hàm Nghi, Thanh Thai et Duy Tân.
Au nord-est du complexe se trouve le temple de Canh Y. À l'ouest, il y a un pavillon carré pour le culte du génie tutélaire de l'endroit. Autour du temple s’élève une muraille percée à l'Est de la porte Khải Định, à l'Ouest de la porte Sung Thanh, à l'arrière par les portes Hiên Huu (à gauche) et Dôc Huu (à droite).
Devant le temple, dans la cour, se trouvent les 9 urnes dynastiques. Derrière, il y a une muraille au milieu de laquelle se trouve le pavillon de Hiên Lâm. À gauche de celui-ci se trouve la porte Thân Liêt, surmontée d’un beffroi. À droite, c’est la porte Sung Công, surmontée d’une tour aux tambours. L'architecture est très semblable à celle du temple Thay Miêu.
Au dehors du pavillon Hiên Lâm, il y avait les Vu de droite et de gauche où étaient honorés les courtisans et mandarins ayant eu le mérite d'aider Gia Long et ses descendants :
- le Vu de gauche était voué au culte de 4 personnes de la famille royale: Tôn Thât Mân, Tôn Thât Diên, Tôn Thât Huy et Tôn Thât Hôi ;
- le Vu de droite était voué au culte de : Vo Tôn Tanh, Ngô Tung Châu, Châu van Tiêp, Vo Di Nguy, Nguyễn Van Truong, Pham Van Nhon, Nguyễn Huynh Duc, Tông Phuc Dam, Nguyễn Van Mân, Dô Van Huu, Nguyễn Van Nhon, Mai Duc Nghi.

En 1827, le roi Minh Mang a fait rajouter Nguyễn Dang Quê.
Plus loin, la porte principale du Thê Miêu est gardée par une licorne de pierre de chaque côté.

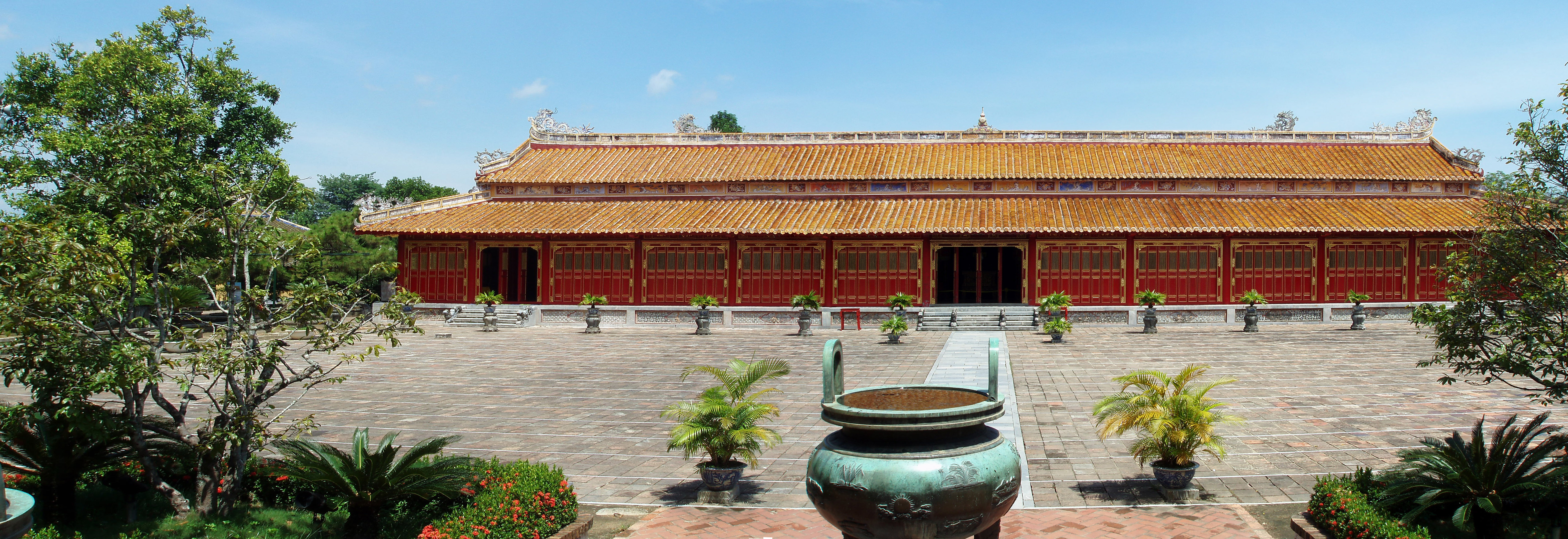
Le bâtiment principal

L'intérieur du temple est consacré aux autels des empereurs de la dynastie :
- Gia Long avec les deux reines Thua Tien et Thuan Tien ;
- Minh Mang et sa première épouse (premier autel à gauche) ;
- Thieu Tri et sa première épouse (premier à droite) ;
- Tu Duc et sa première épouse (deuxième à gauche) ;
- Kiến Phúc (deuxième à droite) ;
- Dong Khanh (troisième à gauche) ;
- Khai Dinh (troisième à droite).

En octobre 1958, d'autres autels de rois révoqués et exilés par l'administration coloniale française ont été rajoutés :
- Ham Nghi (quatrième à gauche) ;
- Thanh Thai (cinquième à gauche) ;
- Duy Tan (quatrième à droite).

Les autorités vietnamiennes n'ont pas donné l'autorisation d'installer des tablettes pour Duc Duc, Hiep Hoa et Bao Dai.
Dans le Thê Miêu sont entreposés des objets de valeur ayant appartenu aux rois Nguyễn. Sur chaque autel se trouvaient autrefois des dizaines de lingots d'or.
Heureusement, à travers toutes les guerres, le Thê Miêu a été remarquablement épargné. Aujourd'hui le touriste peut encore admirer le Thê Miêu dans son état original.

## Les neuf urnes dynastiques
Situées devant le temple dynastique et derrière le pavillon de la Splendeur, au sud-ouest de la Cité impériale, ces neuf urnes dynastiques en bronze sont les plus grandes du Vietnam.

### Historique
Elles furent fondues sous le règne de Minh Mang pour symboliser les pouvoirs de la famille royale.
Les neuf urnes dynastiques tripodes en forme de chaudron (en vietnamien: cửu đỉnh 九鼎) ont été placées entre 1835 et 1837 au pied du pavillon de la Lumière d'En-Haut ou pavillon de la Splendeur (Hiển Lâm Các) pour le culte de neuf ancêtres de la dynastie. Elles pèsent chacune environ deux tonnes et mesurent un peu plus de deux mètres de haut.
Elles sont comparables aux fameux neuf chaudrons tripodes de la dynastie Xia, en Chine. Ils symbolisent le pouvoir et l'autorité de la dynastie.

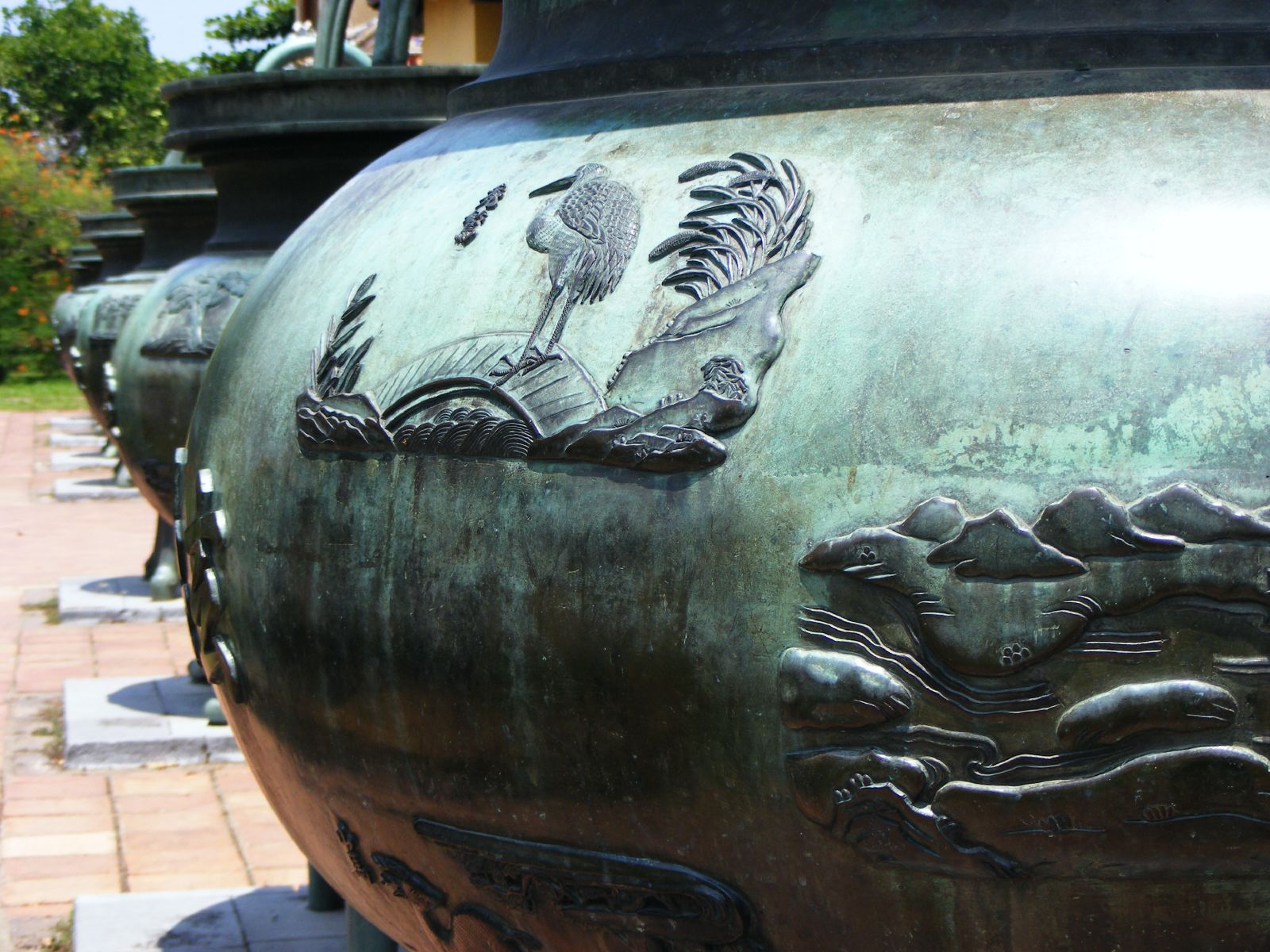
Détail d'une des 9 urnes

Chacune des urnes porte le nom d’un empereur honoré dans le temple dynastique, avec ces attributs faunistiques ou floristiques :
- l’urne Cao est dédiée au souverain fondateur Thê Tô Cao (l’empereur Gia Long) ;
- l’urne Nhân à l’empereur Thanh Tô Nhân (l’empereur Minh Mang) ;
- les urnes Thuong, Anh, Nghi, Thuân, et Tuyên sont dédiées respectivement aux empereurs Thiệu Trị, Tự Đức, Kiên Phuc, Dông Khanh et Khải Định ;
- jusqu’en 1958, il n’y avait que 7 autels dans le temple dynastique, et donc, seulement7 urnes. Les urnes de Du et Huyên n’existaient pas encore.

### Description
Les urnes furent disposées conformément à la configuration de l’autel: l’urne Cao, toute seule en avant et au centre, les huit autres alignées symétriquement de part et d’autre.
Bien qu’elles paraissent semblables au premier regard, les urnes diffèrent toutes en poids, en taille et en décoration.
| Nom de l’urne | Poids en cân vietnamien (*) | Poids total (kg) de l’urne | Hauteur totale (m) | Hauteur de l'urne (m) | Hauteur des pieds (m) | Hauteur des anses (m) | Périmètre du col (m) | Circonférence (m) | Diamètre (m) |
| ------------- | --------------------------- | -------------------------- | ------------------ | --------------------- | --------------------- | --------------------- | -------------------- | ----------------- | ------------ |
| Cao           | 4307                        | 2601                       | 2.50               | 2.02                  | 1.05                  | 0.48                  | 3.01                 | 4.27              | 1.38         |
| Nhan          | 4160                        | 2512                       | 2.31               | 1.84                  | 0.87                  | 0.42                  | 3.19                 | 4.28              | 1.36         |
| Chuong        | 3472                        | 2097                       | 2.27               | 1.86                  | 0.95                  | 0.41                  | 3.51                 | 4.24              | 1.35         |
| Anh           | 4261                        | 2596                       | 2.25               | 1.83                  | 0.94                  | 0.42                  | 3.54                 | 4.28              | 1.37         |
| Nghi          | 4206                        | 2575                       | 2.31               | 1.90                  | 0.89                  | 0.41                  | 3.53                 | 4.28              | 1.37         |
| Thuan         | 3229                        | 1950                       | 2.32               | 1.90                  | 0.95                  | 0.42                  | 3.52                 | 4.26              | 1.36         |
| Tuyen         | 3421                        | 2066                       | 2.45               | 1.91                  | 0.93                  | 0.54                  | 3.52                 | 4.28              | 1.37         |
| Du            | 3341                        | 2018                       | 2.34               | 1.91                  | 0.96                  | 0.43                  | 3.61                 | 4.32              | 1.38         |
| Huyen         | 3200                        | 1935                       | 2.31               | 1.90                  | 0.95                  | 0.41                  | 3.57                 | 4.43              | 1.41         |

(*) 1 cân ≃ 1,6 kg
Chaque urne porte 17 motifs traditionnels vietnamiens comme les étoiles, les fleuves, les montagnes, la mer, les bateaux, les précieux produits maritimes ou forestiers du pays, etc. 
Sur l’urne Nhân sont représentés la rivière des Parfums et le mont royal Ngu; sur l’urne Cao est gravé le canal de Vinh Tê, de la rivière de Saïgon. Avec en tout 153 motifs, les urnes constituent une véritable encyclopédie de la culture vietnamienne.

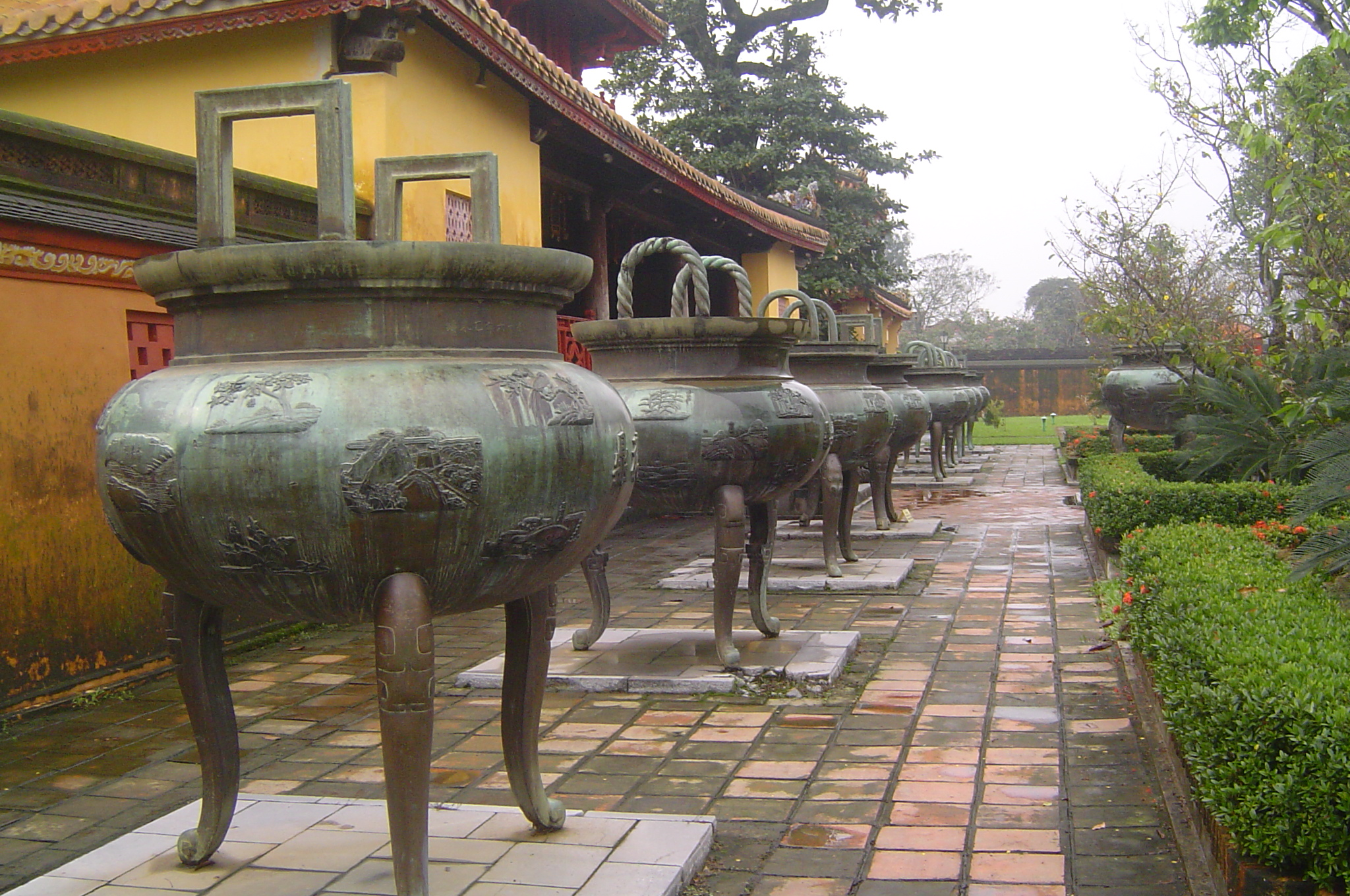
Alignement des neuf urnes tripodes
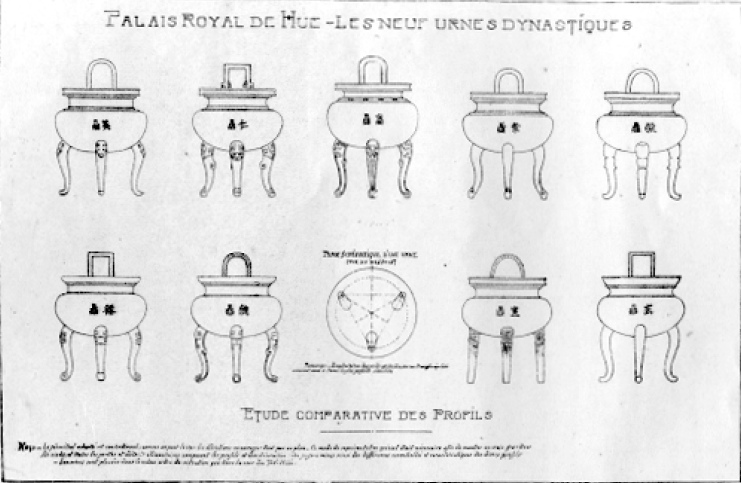
R.P. Barnouin mep : Étude comparative en 1914, in:Bulletin des amis du vieux Hué
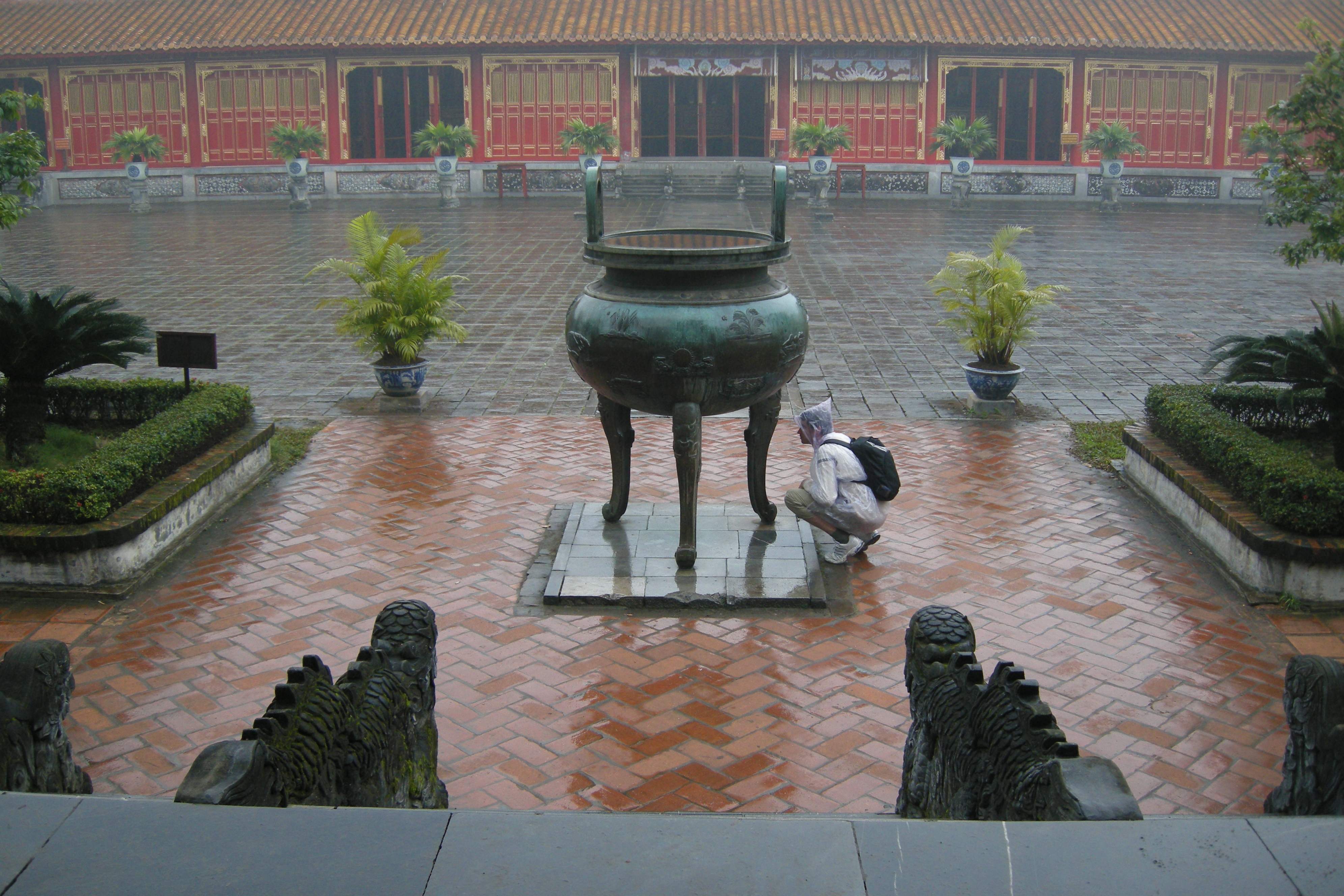
L'urne Cao Dinh

Ces urnes ont une fonction religieuse, mais symbolisent également le pouvoir et la stabilité de la dynastie. En tant que « fils du ciel », l'empereur doit s'incliner devant ses ancêtres et les révérer pour que, devenus puissances spirituelles, ceux-ci attirent la prospérité. 
Mais ces urnes sont aussi à la manière chinoise le symbole de l'autorité. En effet les êtres figurés sur les bas-reliefs émanent des puissances terrestres et célestes, mais sont possédés totalement par la dynastie. 
Le chiffre neuf renvoie aussi aux neuf degrés des mandarins qui se rangent devant chaque urne pour figurer la docilité du peuple, envers son souverain, intermédiaire avec le cosmos.
Ce précieux héritage est incroyablement bien préservé en dépit des aléas du climat et des innombrables guerres.